# Football Club Infonet Levadia Under-21
Il Football Club Infonet Levadia Under-21, più comunemente nota come FCI Levadia Tallinn Under-21 oppure Levadia Tallinn Under-21, è la formazione riserve della società calcistica estone del Levadia Tallinn. Milita in Esiliiga, la seconda serie del campionato estone.

## Storia
Nel 1999 il Sadam Tallinn (formazione di Meistriliiga) e il Levadia Maardu (squadra che aveva appena vinto l'Esiliiga ottenendo a sua volta la promozione in Meistriliiga) si fusero insieme dando vita a due squadre di Maardu: il Levadia Maardu, che disputò la Meistriliiga, e il FC Maardu, che ripartì dall'Esiliiga.
L'anno seguente il Maardu vinse l'Esiliiga: promossa in Meistriliiga, prese il nome di Levadia Tallinn spostandosi nella capitale estone, mentre la nuova squadra di Maardu partecipò all'Esiliiga dando continuità al calcio cittadino.
Con questa denominazione vinse la Coppa d'Estonia nel 2002, rimanendo per tre anni in Meistriliiga classificandosi sempre in sesta posizione.
Al termine della stagione 2003 vendette il proprio titolo al Merkuur Tartu; nel frattempo il Levadia Maardu si trasferì a Tallinn, assumendo la denominazione di Levadia Tallinn. La squadra divenne quindi la formazione riserve del Levadia Tallinn, col nome di Levadia Tallinn 2, e fu declassata in Esiliiga.
Tra il 2006 e il 2010 vinse per cinque volte consecutive l'Esiliiga, non essendo eleggibile per la promozione in massima serie, ripetendosi poi nel 2013. Nel 2015, dopo aver mantenuto il comando della classifica per gran parte del campionato, è stato superato all'ultima giornata dal Flora Tallinn II, il quale aveva tenuto aperta la possibilità di vittoria sconfiggendo il Levadia 2 nello scontro diretto della giornata precedente.
Nel 2016 prende parte alla sua tredicesima stagione in Esiliiga, diventando la squadra col maggior numero di presenze in seconda serie. Allo stesso tempo prende il nome di Levadia Tallinn Under-21.
Al termine dell'Esiliiga 2017 (conclusa al 6º posto), con l'incorporazione del FCI Tallinn nel Levadia Tallinn, anche le due formazioni Under-21 si fondono in un'unica squadra, che prende il nome di FCI Levadia Tallinn Under-21. La nuova compagine disputa l'Esiliiga 2018 in cui si classifica al terzo posto dietro al Maardu e al Flora Tallinn Under-21. 
Nell'Esiliiga 2019 arriva sesto, poi nel 2020 e 2021 è settimo.
Torna a lottare per il primo posto nella stagione 2022, tenendo aperti i giochi fino alla penultima giornata, nella quale l'Harju Laagri conquista matematicamente il titolo; il Levadia Under-21 conclude secondo in classifica con otto punti di distacco.
Nel 2023 si piazza al quarto posto e nel 2024 arriva sesto.

## Palmarès

### Competizioni nazionali
- Coppa di Estonia: 1

2001-2002
- Esiliiga: 6

2006, 2007, 2008, 2009, 2010, 2013

### Altri piazzamenti
- Esiliiga:

Secondo posto: 2004, 2005, 2014, 2015, 2022
Terzo posto: 2018

## Statistiche

### Partecipazione ai campionati
| Livello | Categoria    | Partecipazioni | Debutto | Ultima stagione | Totale |
| ------- | ------------ | -------------- | ------- | --------------- | ------ |
| 1º      | Meistriliiga | 3              | 2001    | 2003            | 3      |
| 2º      | Esiliiga     | 22             | 2004    | 2025            | 22     |